# Concrete (альбом Pet Shop Boys)
«Concrete» (с англ. — «Бетон») — первый концертный альбом британской поп-группы Pet Shop Boys, вышедший в 2006 году. Альбом был записан 8 мая 2006 года в театре «Mermaid» при участии «Концертного оркестра Би-би-си». В Великобритании «Concrete» занял 61-е место.

## Об альбоме
Концерт состоялся в рамках поддержки нового альбома Fundamental, продюсером которого также являлся Тревор Хорн (экс-Art of Noise). Тот факт, что дуэт выступал в сопровождении оркестра, сказался на выборе песен, которые в большинстве своём изначально были аранжированы с участием оркестра. Кроме того, принять участие в концерте были приглашены Руфус Уэйнрайт (исп. «Casanova In Hell»), Франсес Барбер (исп. «Friendly Fire») и Робби Уильямс (исп. «Jealousy»). Муз. директором шоу является Энн Дудли (экс-Art of Noise), которая в своё время отвечала за оркестровку песен с альбома Very (1993).

## Список композиций

### Диск 1
1. «Left To My Own Devices» (8:37)
2. «Rent» (3:56)
3. «You Only Tell Me You Love Me When You're Drunk» (3:31)
4. «The Sodom And Gomorrah Show» (5:33)
5. «Casanova In Hell» (3:40)
6. «After All» (7:56)
7. «Friendly Fire» (3:57)
8. «Integral» (4:01)

### Диск 2
1. «Numb» (5:03)
2. «It's Alright» (5:03)
3. «Luna Park» (6:21)
4. «Nothing Has Been Proved» (4:40)
5. «Jealousy» (5:57)
6. «Dreaming Of The Queen» (5:28)
7. «It's A Sin» (5:18)
8. «Indefinite Leave To Remain» (2:59)
9. «West End Girls» (4:55)